# Buddy-Prinzip
Das Buddy-Prinzip ist eine Art der gegenseitigen Kontrolle und Absicherung, die darauf beruht, dass man stets einen direkten Begleiter – einen Buddy (englisch, deutsch ‚Kumpel‘) – bei sich hat. Diese Sicherungstechnik ist unter anderem im Militär und bei den Boy Scouts populär. Das Buddy-Prinzip findet auch in der ärztlichen Ausbildung zwischen Studenten im Praktischen Jahr und jungen Assistenzärzten statt. Beim Sporttauchen findet Absicherung nach Art des Buddy-Prinzips statt, siehe Buddy (Tauchen).